# Котопаксі (Колорадо)
Котопаксі (англ. Cotopaxi) — переписна місцевість (CDP) в США, в окрузі Фремонт штату Колорадо. Населення — 44 особи (2020).

## Географія
Котопаксі розташоване за координатами 38°22′22″ пн. ш. 105°41′8″ зх. д. / 38.37278° пн. ш. 105.68556° зх. д. (38.372655, -105.685525).  За даними Бюро перепису населення США в 2010 році переписна місцевість мала площу 0,81 км², уся площа — суходіл. В 2017 році площа становила 0,74 км², уся площа — суходіл.

## Демографія
Згідно з переписом 2010 року, у переписній місцевості мешкало 47 осіб у 25 домогосподарствах у складі 17 родин. Густота населення становила 58 осіб/км².  Було 46 помешкань (57/км²).
Расовий склад населення:
| - 93,6 % — білих - 2,1 % — корінних американців |

До двох чи більше рас належало 4,3 %. Частка іспаномовних становила 0,0 % від усіх жителів.
За віковим діапазоном населення розподілялося таким чином: 4,3 % — особи молодші 18 років, 61,7 % — особи у віці 18—64 років, 34,0 % — особи у віці 65 років та старші. Медіана віку мешканця становила 58,5 року. На 100 осіб жіночої статі у переписній місцевості припадало 104,3 чоловіків;  на 100 жінок у віці від 18 років та старших — 104,5 чоловіків також старших 18 років.
Цивільне працевлаштоване населення становило 0 осіб. 